# Trox mariae
Trox mariae är en skalbaggsart som beskrevs av Clarke H. Scholtz 1986. Trox mariae ingår i släktet Trox och familjen knotbaggar. Inga underarter finns listade i Catalogue of Life.